# Dimorphia tristis
Dimorphia tristis är en tvåvingeart som först beskrevs av Christian Rudolph Wilhelm Wiedemann 1819.  Dimorphia tristis ingår i släktet Dimorphia och familjen husflugor. Inga underarter finns listade i Catalogue of Life.